# La estrella ausente

La estrella ausente es una película del año 2006 dirigida por Gianni Amelio y protagonizada por Sergio Castellitto y Ling Tai. El guion está escrito por el propio Gianni Amelio junto a Umberto Contarello y se basa en una novela de Ermanno Rea, La dimissione.
Se estrenó el 5 de septiembre de 2006 en el Festival Internacional de Cine de Venecia.

## Sinopsis
Vincenzo es un ingeniero de mantenimiento italiano en unos altos hornos cuya fundición ha sido comprada por una empresa china. Está muy preocupado por la venta de una máquina defectuosa cuyo uso supone un peligro para los trabajadores. Cuando descubre la forma de repararla, Vincenzo viaja hasta China, donde su camino se cruza con el de la intérprete de italiano Liu Hua. Juntos emprenderán la búsqueda de la fábrica donde se encuentra la máquina.

## Producción
La estrella ausente es una coproducción internacional entre Italia, Francia, Suiza y Singapur. Se rodó entre mayo y junio de 2005 en Shanghái, Wuhan, Chongqing, Yinchuan, Baotou, Mongolia Interior y Génova.

### Reparto
- Sergio Castellitto: Vincenzo Buonavolontà.
- Ling Tai: Liu Hua.
- Angelo Costabile: operario.
- Hiu Sun Ha: Chong.
- Biao Wang: comisario de policía.
- Catherine Sng: secretaria.
- Tang Xianbi: abuela.

### Estreno
- Italia: 5 de septiembre de 2006 en el Festival Internacional de Cine de Venecia.
- España: 4 de noviembre de 2006 en el Festival de cine europeo de Sevilla, 11 de enero de 2008 en salas de cine.

## Nominaciones y premios
| Año  | Premio                      | Categoría                                                            | Resultado |
| ---- | --------------------------- | -------------------------------------------------------------------- | --------- |
| 2006 | Festival de Cine de Venecia | León de Oro                                                          | Nominada  |
| 2006 | Festival de Cine de Venecia | Premio Pasinetti al mejor actor (Sergio Castellitto)                 | Ganador   |
| 2006 | Festival de Cine de Venecia | Premio de la Fundación Mimmo Rotella                                 | Ganadora  |
| 2007 | Nastro d'argento            | Mejor fotografía (Luca Bigazzi)                                      | Nominada  |
| 2007 | Nastro d'argento            | Mejor producción (Marco Chimenz, Giovanni Stabilini, Riccardo Tozzi) | Nominada  |
| 2008 | Premios Turia               | Mejor película extranjera                                            | Ganadora  |